# Road movie
Road movie, česky cestovatelský film, je filmový žánr, v němž hlavní postavy cestují velké vzdálenosti, většinou motorovým vozidlem. Film pak pojednává o jejich dobrodružstvích, zkušenostech a proměnách v průběhu cesty. Příkladem může být například americký film Bezstarostná jízda nebo český film Jana Svěráka Jízda.